# 코스타리카 요리

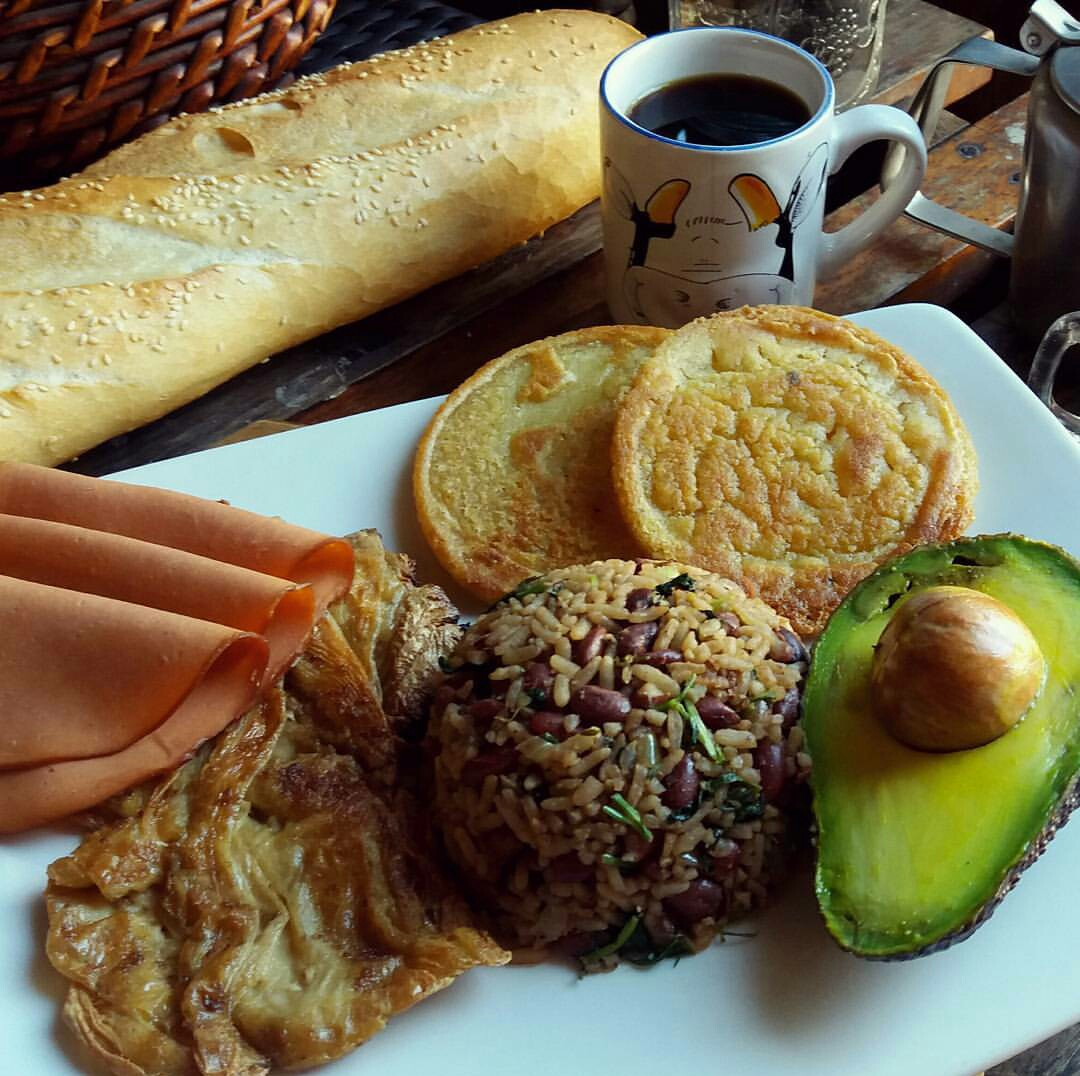
가요 핀토

코스타리카 요리(Costa Rica 料理, 스페인어: cocina costarricense 코시나 코스타리센세[*])는 중앙아메리카에 있는 코스타리카의 요리이다. 신선한 과일과 채소를 많이 쓰는 식단으로서 맛이 풍부하고 부드러운 맛이라고 한다. 주요 요리로는 가요 핀토(스페인어: Gallo pinto)가 있는데 쌀과 검은 콩을 넣고 만드는 음식으로서 대부분의 가정에서 하루 세 끼 꼭 나오는 음식이다.

## 요리
전형적인 코스타리카의 아침은 가요 핀토와 계란 오렌지 주스로 시작한다. 니카라과에서는 팥으로 수프를 만들어 먹지만 코스타리카에서는 검은 콩으로 만들어 먹는다.
점심 때는 국가 전역에서 가장 사랑받는 요리인 카사도를 먹는다. 쌀과 콩으로 만드는 방식은 똑같지만 각각 조리해서 따로 나오는 것이 가요 핀토와 다른 점이다. 고기나 샐러드도 같이 내놓는다. 치즈나 토르티야를 함께 먹기도 한다. 
모든 식단에서 야채는 빠지지 않고 등장하는데 호박과에 속하는 야채를 많이 먹는다. 주치니, 자파요, 차요테 등의 요리가 있고 감자, 양파, 빨간색 고추가 보통 들어간다. 저녁 식사 때는 쌀과 닭고기, 계란을 먹는다. 
커피와 바나나가 주요 수출품인 만큼 지역 요리에서도 두 재료가 많이 등장한다. 커피는 아침에 많이 먹고 오후 3시 즈음에 있는 커피 타임 때 마신다.

## 음료
커피 이외에 아침에 먹는 전통차로는 단물이라는 것이 있다. 또 사탕수수즙을 주전자에 끓여서 고체로 굳혀 먹기도 한다. 
점심 때 먹는 음료도 따로 있다. 프레스코(스페인어로 시원하다는 뜻) 혹은 레프레스코라고 하는데 과일즙을 내서 물이나 우유에 달게 해서 먹는다. 메론이나 딸기, 수박, 망고, 구아바 등을 재료로 쓴다. 
그라니사도라고 하는 음료도 있는데 잘게 얼음을 갈아서 위에 시럽을 얹어서 만드는 음료수이다. 가장 사람들이 좋아하는 맛은 콜라 맛이다. 이것은 탄산을 탄 콜라 맛을 뜻하는 것이 아니라 체리 맛을 내는 시럽 종류를 지칭하는 것이다. 
코스타리카의 국민 술이 있다면 그것은 가로(guaro)라는 것인데 사탕수수로 만든다.

## 같이 보기
- 라틴 아메리카 요리
- 중앙아메리카 요리